# 威氏古环企鵝
威氏古环企鵝（學名Archaeospheniscus wimani）是已滅絕的企鵝。牠們是古环企鵝屬最細小的物種，只有約75-85厘米高，大小如巴布亞企鵝。牠們亦是此屬最古老的物種，其遺骸在西摩爾島的始新世中或晚期地層發現。
威氏古环企鵝是為紀念20世紀初期研究史前企鵝的卡爾·維曼（Carl Wiman）而起的。